# Dorcadion vincenzae
Dorcadion vincenzae là một loài bọ cánh cứng trong họ Cerambycidae.